# 월출산
월출산(月出山)은 전라남도 영암군과 강진군에 걸쳐있는 산이다. 1973년 1월 29일에 도립공원으로, 1988년 6월 11일에는 국립공원으로 지정되었다. 월출산이라는 이름은 '달(月)이 뜨는(出) 산'라는 의미이다.
가장 높은 봉우리는 천황봉(약 809m)이고 구정봉, 사자봉, 도갑봉, 주거봉 등 깎아지른 듯한 기암절벽을 이루고 있다.
면적은 56.1km2에 암석 노출지와 급경사 계곡이 많아 생태계가 풍부하게 유지되기 어려운 조건이지만, 식물 약 700종, 동물 약 800종이 서식하고 있고, 오랜 세월 암석 지형에 적응해 온 생태적인 독‍‍‍‍특성‍‍‍‍과 난대림과 온대림이 혼재하고 있다. 월출산은 백악기 말기에 형성된 ‍‍‍‍화강암이 주를 이루고 있다. 월출산의 깃대종에는 끈끈이주걱과 남생이가 있다.
《속고승전(續高僧傳)》에 의하면 백제시대에는 달나산(達拏山), 《동국여지승람》에 의하면 신라시대에는 월나산(月奈山), 고려 시대에는 월생산(月生山)이라 불렸다고한다.

## 구름다리
1978년 영암군 산악회 주관으로 길이 54미터, 폭 60센티미터의 구름다리를 설치하여 시루봉 위, 무명봉과 매봉을 연결하고 있다. 1991년에는 관리공단이 난간과 로프를 정비했다.

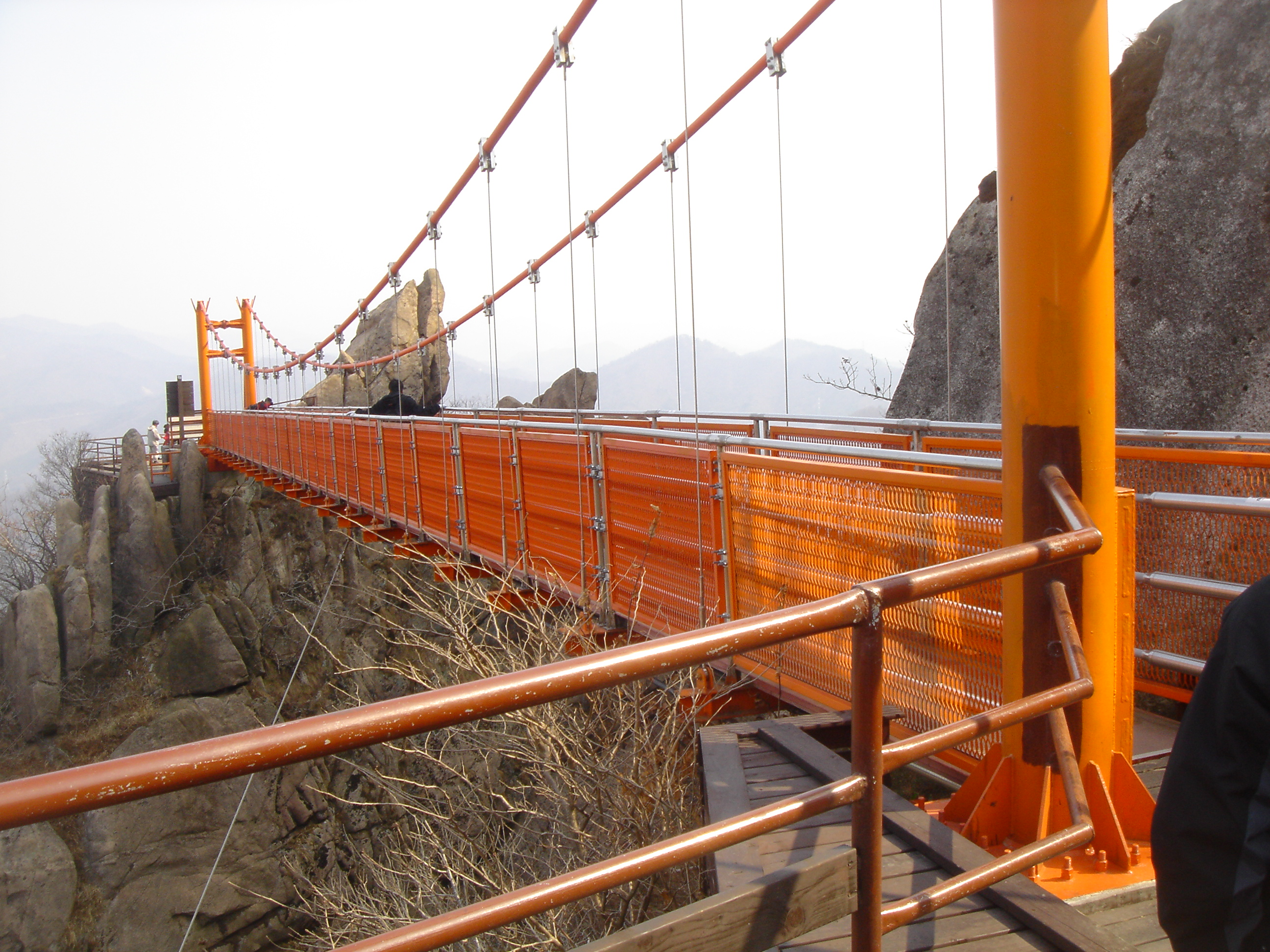
구름다리

## 같이 보기
- 한국의 산
- 천황사 (전남 영암군)
- 도갑사
- 무위사